# Aeschynanthus albidus
Aeschynanthus albidus là một loài thực vật có hoa trong họ Tai voi. Loài này được (Blume) Steud. mô tả khoa học đầu tiên năm 1840.